# Pierre de la Broudière
La Pierre de la Broudière est un menhir situé à Glos-la-Ferrière, commune déléguée de la commune nouvelle de La Ferté-en-Ouche, dans le département français de l'Orne.

## Historique
L'édifice fait l’objet d’un classement au titre des monuments historiques depuis le 11 mars 1944.

## Description
Le menhir est un bloc de poudingue de 2,50 m de hauteur. Il est incliné.